# Slehernik
Slehernik je naslov več dramskih del, ki izvirajo iz srednjeveške moralitete z alegorično predstavitvijo pogojev za vstop v raj.

## Različice
Ohranjeni sta dve besedili zgodnjih verzij moralitete. Nizozemska (flamska) Elckerlijc iz leta 1470 (tiskano leta 1495 po tem, ko je leta 1985 bila nagrajena v Antwerpnu) in angleška The Somonyng of Everyman.
Danes je najbolj znana igra Jedermann nemškega avtorja Huga von Hoffmannsthala, je bila premierno postavljena leta 1911 v Berlinu. Od leta 1920 igro vsako leto uprizarjajo na Salzburškem festivalu.
Po zgledu poznosrednjeveških misterijev je v igri glavna oseba simbolični Vsakdo (Slehernik/ Elckerlijc/ Everyman/ Jedermann/ Homulus/ Hecastus), nastopajo pa tudi Bog in alegorične podobe smrti, bogastva, vere in drugih abstraktnih pojmov. Slehernik je bogatin, ki se nepričakovano sooči z božjo deklo Smrtjo. Prosi za pomoč življenjske sopotnike, ki naj bi šli z njim in spregovorili zanj dobro besedo za vstop v raj. Odklonijo mu zvesti služabnik, vsi prijatelji in sorodniki, tudi denar ga ne spremljal do groba. Edina zvesta spremljevalca sta Dobra dela in Vera, ki mu po izpovedi in kesanju za storjene grehe odpreta vrata v raj.

## V slovenščini
Hofmannsthalovega Slehernika je v slovenščino prevedel Oton Župančič. Premiera Slehernika v Župančičevem prevodu je bila v ljubljanski Drami 26. aprila 1931.  
Slovenski igralec in kantavtor Iztok Mlakar je v sodelovanju z režiserjem Vitom Tauferjem ustvaril komično spevoigro Sljehernik, ki je doživela krstno uprizoritev leta 2011 in bila večkrat uspešno uprizorjen . V tej verziji se za Sljehernika končno zavzame žena in mu zagotovi podaljšanje bivanja na tem svetu.